# ラファイエット夫人
ラ・ファイエット伯爵夫人マリー＝マドレーヌ・ピオシュ・ド・ラ・ヴェルニュ（Marie-Madeleine Pioche de La Vergne, comtesse de La Fayette、1634年3月18日（洗礼日） - 1693年5月25日）、いわゆるラファイエット夫人（Madame de La Fayette）は、フランスの女流作家。

## 生涯
1634年にパリに下級貴族の家庭で生まれ、若くしてギリシャ語、ラテン語、イタリア語などを学んだ。少女時代から摂政母后アンヌ・ドートリッシュに仕え、サロンの花形となった。1655年、ラファイエット伯爵と結婚、オーヴェルニュの領地に暮らすが、1660年ごろには夫婦仲は疎遠になっていた。シャイヨのサント・マリー修道院にいる2人の妹たちをたびたび訪ねるうちに、亡命中のチャールズ1世の未亡人であったヘンリエッタ・マリアと末娘の王女ヘンリエッタ・アンの知遇を得た。ラファイエット夫人は下級貴族の出身に過ぎなかったが、10歳年下のヘンリエッタと深い友情で結ばれ、その友情は生涯変わらず、ヘンリエッタ・アンの最期も看取った。セヴィニエ夫人とも交流があった。義兄ルイ14世とヘンリエッタの不倫を擁護するために、小説を刊行する。『クレーヴの奥方』などの作品を残し、1693年に死去した。

## 著書・伝記
- クレーヴの奥方　（3篇とも生島遼一訳で、岩波文庫）
- モンパンシエ公爵夫人[2]
- タンド伯爵夫人[3]
- 実像クレーヴの奥方 〈ヴァロワ宮廷の華〉アンヌ・デストの生涯（ヴァランティーヌ・ポワザ　萩原茂久訳　彩流社　1995年）